# Synagogan i Mariupol
Synagogan i Mariupol, även Koral-synagogan (ukrainska: Хоральная синагога), var en synagoga i Mariupol i Ukraina.

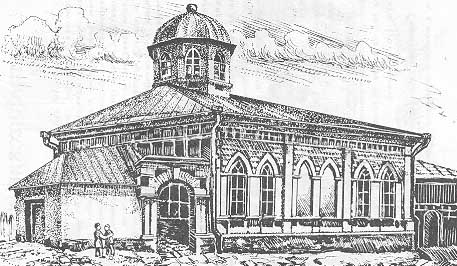
Teckning över synagogan i Mariupol.

Synagogan invigdes 1882, men den judiska församlingen i Mariupol bildades redan 1864.